# Brevipalpus russulus
Brevipalpus russulus är en spindeldjursart som först beskrevs av Jean Baptiste Boisduval 1867.  Brevipalpus russulus ingår i släktet Brevipalpus och familjen Tenuipalpidae. Inga underarter finns listade.